# 導波管 (電磁気)

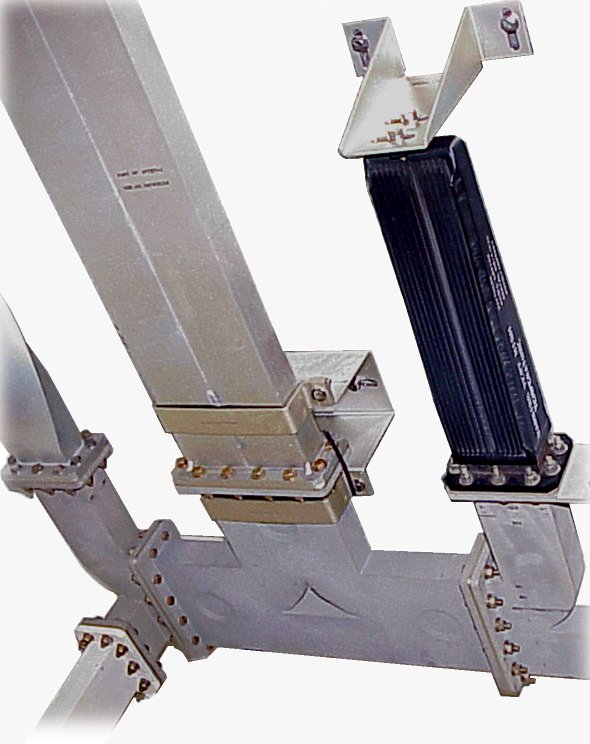
航空管制レーダー用の導波管。画像の導波管は、アンテナ共用器の機能も兼ね備えている。

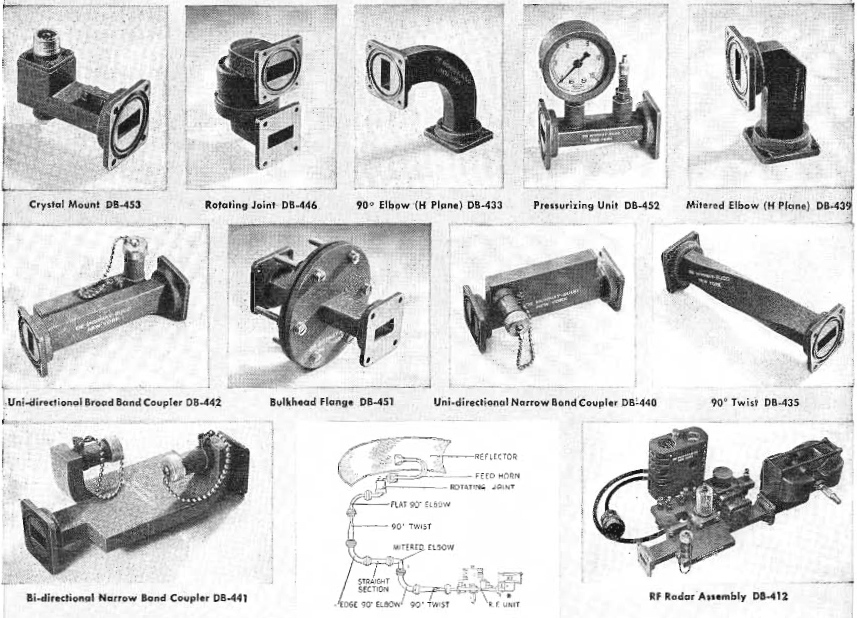
中空導波管

導波管（どうはかん、英語: waveguide）とは、無線通信の分野において、主にマイクロ波の伝送に用いられる角形の金属パイプである。

## 中空導波管
中空導波管（ちゅうくう - hollow metallic waveguide）は、主にマイクロ波の伝送で用いられる、円形または方形の断面を持つ金属製の管である。中空導波管内において、電磁波は、管の形状や寸法、波長（周波数）に応じた電磁場を形成（この態様を伝播モードという）しながら管の中を伝播する。
- 同軸ケーブルの場合のような導体損の原因となる中心導体を持たず、また誘電体損の原因となる誘電体が空気なので低挿入損失であることから、大電力の伝送が可能。
- 形状が安定しているためインピーダンスも安定している。このためミスマッチロスが少ない（VSWRが小さい）。
- 伝送路上の接触点が少ないため低相互変調歪(Intermodulation Distortion, IMD)）である。
- 重くかさばり高価。

近年、マイクロ波の領域においてもPTFEなどの高性能誘電体を用いた同軸ケーブル（セミリジッドケーブル）が用いられるようになり導波管の利用領域は狭くなっているが、現在においても衛星通信、レーダおよび加速器など大電力の伝送には欠かせない存在である。

## 方形導波管

方形導波管

もっとも一般的な導波管は、断面形状が方形（一般的には長方形）である中空導波管である。伝送モードにTEモード(transverse electric wave)とTMモード(transverse magnetic wave)があり、最低次モードは、TE10モードとなる（添え字の第１数字は導波管断面の横方向の電界分布の山の数、第２数字は縦方向の山の数を表す）。
伝送可能な波は、図のaの倍の長さ以下の波長の波に限られる。この伝送可能な最大の波長を遮断波長という。
金属板を左右、上下または導波管窓を入れ、負荷とのインピーダンス整合をとる場合がある。

### 分岐導波管
方形導波管には以下の分岐回路がある。
E面T分岐
分岐導波管が主導波管の電界と平行面にある。TE10波を逆位相で分岐する。
H面T分岐
分岐導波管が主導波管の磁界と平行面にある。TE10波を同位相で分岐する。
マジックT
E面T分岐とH面T分岐を組み合わせた導波管。

### アンテナ
方形導波管は以下のアンテナに応用される。
ホーンアンテナ
導波管の内部を伝送された電磁波が、開口端反射することなく、空間に放射される。
導波管スロットアンテナ
スロットによって導波管の表面を流れる電流が断ち切られ、その部分に電界が生ずる。スロットの傾斜により、隣接するスロット同士で電界の垂直成分を打ち消しあうので、全体として電界の水平成分だけが重ね合い、導波管に垂直な方向に鋭い指向性が得られる。

## 円形導波管

円形導波管

伝送損失（挿入損失）が最も少ない形状の導波管である。ただし導波管の軸が歪むと他の偏波に変換されてしまうため、曲げるためにはモードフィルタや交差偏波発生器などを用いる必要がある。取り扱いの難しさから使用は限定的となっている。

## 誘電体導波管
誘電体導波管（dielectric waveguide）は、中心の誘電体の周りを、ガラス・空気・プラスチックなど低い屈折係数を持つ別の種類の誘電体が囲む構造の伝送路である。光ファイバー、マイクロストリップ、NRDガイドも、この中に含まれる。誘電体導波管は、誘電体のみで構成された導波管であり、金属製導波管の内部に誘電体を充填したものは誘電体導波管と呼ばない。

## メーカー
- 菱電湘南エレクトロニクス株式会社
- 島田理化工業株式会社
- 日本高周波株式会社
- 古河C&B株式会社（旧ブロードワイヤレス株式会社）